# 布赖恩 (俄亥俄州)
布赖恩（Bryan）是美国俄亥俄州威廉斯县一个城市，是威廉斯县的县城，位于俄亥俄州的西北角。 2010年人口普查时的人口为8545人。

## 历史
布赖恩在1840年由约翰·布赖恩（John A. Bryan）规划，并以他命名。 它于1841年被作为一个村庄成立，并于1941年重新建立一个城市。